# 中核自卫队
中核自卫队（日语：／）是日本历史上的一个准军事组织。1951年10月，以德田球一为首的日本共产党“所感派”秘密召开“日本共产党第5回全国协议会”（五全协），通过《日本共产党当前的要求》（通称《51年纲领》，实际上是共产党和工人党情报局和斯大林于同年8月制定的），提出开展“自卫武装斗争”，在城市和农村分别组织中核自卫队和山村工作队。中核工作队成立后，袭击各地派出所，投掷燃烧弹。为此，占领军当局和日本政府对中核自卫队展开镇压。1952年夏，中核自卫队逐渐解散，其斗争活动也基本停止。